# Les Petits Lolos
 (avril 2020).
Singles de Daniel Balavoine
Belle
(1983) Dieu que c'est beau
(1983)
Les Petits Lolos est un single de Daniel Balavoine sorti en 1983, extrait de l'album Loin des yeux de l'Occident,.